# 科恩冰川
85°12′S 164°15′W / 85.200°S 164.250°W
科恩冰川（英語：Cohen Glacier）是南極洲的冰川，位於杜費克海岸，流經赫伯特山脈的科恩山，最終注入斯特羅姆冰川，由新西蘭探險隊命名，現時由南極條約體系管理。